# Coppa Italia 2025-2026 (calcio femminile)
L'edizione 2025-2026 sarà la cinquantaquattresima della storia della Coppa Italia di calcio femminile. La competizione inizierà il 31 agosto 2025 e si è conclusa tra il 24 e il 25 maggio 2026.

## Squadre partecipanti
Partecipano alla competizione 26 squadre: le 12 di Serie A e le 14 di Serie B. La graduatoria è stata composta indicando la vincitrice dell'edizione precedente al primo posto, quindi, a seconda della posizione nella classifica finale del campionato nella stagione precedente, prima le squadre di Serie A, poi quelle di serie B; in particolare, il decimo, l'undicesimo ed il dodicesimo posto sono assegnati alle squadre promosse in Serie A, mentre l'undicesima alla retrocessa in Serie B.
| Squadre    | Rank    |
| Serie A    | Serie A |
| ---------- | ------- |
| Juventus   | 1       |
| Inter      | 2       |
| Roma       | 3       |
| Fiorentina | 4       |
| Milan      | 5       |
| Lazio      | 6       |
| Como       | 7       |
| Sassuolo   | 8       |

| Squadre    | Rank    |
| Serie A    | Serie A |
| ---------- | ------- |
| Napoli     | 9       |
| Ternana    | 10      |
| Parma      | 11      |
| Genoa      | 12      |
| Serie B    |         |
| Bologna    | 13      |
| Lumezzane  | 14      |
| Como 1907  | 15      |
| Cesena     | 16      |
| Brescia    | 17      |
| Donna Roma | 18      |
| Arezzo     | 19      |
| Freedom    | 20      |
| Verona     | 21      |
| San Marino | 22      |

| Squadre    | Rank    |
| Serie B    | Serie B |
| ---------- | ------- |
| Trastevere | 23      |
| Venezia    | 24      |
| Frosinone  | 25      |
| Vicenza    | 26      |

## Date
Le date della manifestazione, eccetto quella della finale, sono state comunicate assieme al tabellone principale.
| Fase                        | Turno             | Data                            |                                 |
| --------------------------- | ----------------- | ------------------------------- | ------------------------------- |
| Turno preliminare           | Turno preliminare | 31 agosto 2025                  | 31 agosto 2025                  |
| Fase a eliminazione diretta | Primo turno       | 20-21 settembre 2025            | 20-21 settembre 2025            |
| Fase a eliminazione diretta | Secondo turno     | 20-21 dicembre 2025             | 20-21 dicembre 2025             |
| Fase a eliminazione diretta | Quarti di finale  | 20-21-22, 27-28-29 gennaio 2026 | 20-21-22, 27-28-29 gennaio 2026 |
| Fase a eliminazione diretta | Semifinali        | 9-10-11 marzo, 28-29 marzo 2026 | 9-10-11 marzo, 28-29 marzo 2026 |
| Fase a eliminazione diretta | Finale            | 23-24 maggio 2026               | 23-24 maggio 2026               |

## Formula
Alla competizione prendono parte le 12 squadre partecipanti alla Serie A e le 14 squadre partecipanti alla Serie B. La formula è rimasta inalterata rispetto all'edizione precedente. La prima fase è un turno preliminare che coinvolge le ultime quattro squadre della graduatoria, la seconda è caratterizzata da una fase a eliminazione diretta alla quale prendono parte le due vincitrici del turno preliminare e le 22 squadre rimanenti: le prime otto squadre in graduatoria entrano a partire dal secondo turno, mentre tutte le altre dal primo turno. Il turno preliminare ed i primi due turni si giocano in gare di sola andata, mentre i quarti di finale si disputano su gare di andata e ritorno, come le semifinali, mentre la finale si disputa su gara unica in campo neutro.

## Turno preliminare
Al turno preliminare prendono parte le ultime quattro squadre della graduatoria, ossia Trastevere e Venezia, neopromosse in Serie B, e Frosinone e Vicenza, ripescate in Serie B.
| Squadra 1      | Risultato | Squadra 2 |
| -------------- | --------- | --------- |
| 31 agosto 2025 |           |           |
| Trastevere     | TP1       | Vicenza   |
| Venezia        | TP2       | Frosinone |

| Roma 31 agosto 2025, ore 17:00 UTC+2 | Trastevere | – | Vicenza | Trastevere Stadium |

| Mestre 31 agosto 2025, ore 17:00 UTC+2 | Venezia | – | Frosinone | Campo sportivo Giuseppe Taliercio |

## Fase a eliminazione diretta

### Primo turno
Al primo turno accedono le 2 vincitrici del turno preliminare e le squadre dal nono al ventiduesimo posto in graduatoria. Si svolgono ad eliminazione diretta in gare di sola andata.
| Squadra 1            | Risultato | Squadra 2 |
| -------------------- | --------- | --------- |
| 20-21 settembre 2025 |           |           |
| Brescia              | PT1       | Cesena    |
| Vincente TP2         | PT2       | Napoli    |
| Verona               | PT3       | Genoa     |
| Freedom              | PT4       | Bologna   |
| Arezzo               | PT5       | Lumezzane |
| San Marino           | PT6       | Parma     |
| Vincente TP1         | PT7       | Ternana   |
| Donna Roma           | PT8       | Como 1907 |

### Secondo turno
Al secondo turno accedono le 8 vincitrici del primo turno e le squadre dal primo all'ottavo posto in graduatoria. Si svolgono ad eliminazione diretta in gare di sola andata.
| Squadra 1           | Risultato | Squadra 2  |
| ------------------- | --------- | ---------- |
| 20-21 dicembre 2025 |           |            |
| Vincente PT1        | ST1       | Juventus   |
| Vincente PT2        | ST2       | Sassuolo   |
| Vincente PT3        | ST3       | Milan      |
| Vincente PT4        | ST4       | Fiorentina |
| Vincente PT5        | ST5       | Roma       |
| Vincente PT6        | ST6       | Lazio      |
| Vincente PT7        | ST7       | Como       |
| Vincente PT8        | ST8       | Inter      |

### Quarti di finale
Ai quarti di finale accedono le 8 vincitrici degli ottavi di finale. Si svolgono ad eliminazione diretta in gare di andata e ritorno.
| Squadra 1                       | Totale | Squadra 2    | Andata | Ritorno |
| ------------------------------- | ------ | ------------ | ------ | ------- |
| 20-21-22, 27-28-29 gennaio 2026 |        |              |        |         |
| Vincente ST1                    | Q1     | Vincente ST2 | -      | -       |
| Vincente ST3                    | Q2     | Vincente ST4 | -      | -       |
| Vincente ST5                    | Q3     | Vincente ST6 | -      | -       |
| Vincente ST7                    | Q4     | Vincente ST8 | -      | -       |

### Semifinali
Alle semifinali accedono le 4 vincitrici dei quarti di finale. Si svolgono ad eliminazione diretta in gare di andata e ritorno.
| Squadra 1                 | Totale | Squadra 2   | Andata | Ritorno |
| ------------------------- | ------ | ----------- | ------ | ------- |
| 9-10-11, 28-29 marzo 2026 |        |             |        |         |
| Vincente Q1               | S1     | Vincente Q2 | -      | -       |
| Vincente Q3               | S2     | Vincente Q4 | -      | -       |

### Finale
| 23-24 maggio 2026 | Vincente S1 | – | Vincente S2 |  |